# Gerd Wiesmann
Gerdhard Josef Wiesmann (* 3. Februar 1943 in Bocholt) ist ein deutscher Kommunalpolitiker (CDU).

## Leben und Wirken
Nach dem Abitur am St. Georg-Gymnasium Bocholt studierte Gerd Wiesmann an der Pädagogischen Hochschule Münster und war von 1965 an bis zu seiner Wahl zum hauptamtlichen Landrat im Schuldienst, zuletzt als Leiter einer Hauptschule, tätig.
Seine politische Karriere begann 1960 mit dem Eintritt in die Junge Union, deren Kreisvorsitzender er von 1971 bis 1975 war. In die CDU trat er im Jahre 1961 ein und wurde 1973 deren stellvertretender Kreisvorsitzender.
In Bocholt war Wiesmann Mandatsträger im Gemeinderat Stenern und nach der Neugliederung Stadtverordneter in Bocholt. Seit 1983 war er stellvertretender Bürgermeister und gab dieses Amt auf, nachdem er zum stellvertretenden Landrat gewählt worden war. Nach seiner Wahl zum Landrat verzichtete er auch auf sein Mandat in der Bocholter Stadtverordnetenversammlung. Am 10. November 1994 wurde er in seinem Amt als (ehrenamtlicher) Landrat bestätigt. Bei der Kommunalwahl im Jahre 1999 wurde er zum (hauptamtlichen) Landrat des Kreises Borken gewählt und bei der Wahl 2004 mit 66,1 % der Stimmen in seinem Amt bestätigt.
Am 20. Oktober 2009 trat Gerd Wiesmann in den Ruhestand. Sein Nachfolger als Landrat wurde Kai Zwicker.
Gerd Wiesmann ist verheiratet und hat eine Tochter und drei Söhne.

## Ehrungen
- Offizier im Orden von Oranien-Nassau
- 2001: Bundesverdienstkreuz am Bande